# Igreja de Nossa Senhora de Fátima (Ribeiras)
Igreja de Nossa Senhora de Fátima é uma igreja católica portuguesa da localidade de Pontas Negras, na freguesia de Ribeiras, concelho de Lajes do Pico, na ilha açoriana do Pico. Este templo é dedicado à Nossa Senhora de Fátima.
É um templo moderno pois a primeira pedra foi lançada em 13 de Julho de 1948, sendo benzida em 6 de Agosto de 1950 pelo bispo D. José Vieira Alvernaz, que foi Patriarca das Índias no século XX, ao tempo da visita à sua terra natal. A abertura do templo só se verificou no dia 13, com missa inaugural pelo ouvidor de Horta, padre José Pereira da Silva.
A iniciativa da construção desta ampla ermida deveu-se à Senhora Maria Jorge Palley, de São Francisco da Califórnia, que a mandou construir à sua custa. Como, porém, esgotasse os seus haveres, acabou por recorrer à generosidade de alguns conterrâneos.
O respectivo projecto foi do técnico Mário Jorge; os retábulos foram da autoria de António Gregório Bettencourt, e a pintura dos mesmos de Eduino Nunes Sobrinho.
No altar-mor a Virgem de Fátima está ladeada por São João e Santo António, e nos altares laterais vêem-se imagens do Sagrado Coração de Jesus, de Santa Filomena e de São José, imagens estas que foram oferecidas por vários luso-americanos.